# 湯之峠站
湯之峠站（日语：／ Yunotō eki */?）是位於山口縣山陽小野田市大字厚狹字立石，西日本旅客鐵道（JR西日本）的美禰線車站。

## 歷史
- 1921年（大正10年）2月10日 - 鐵道省大嶺線（當時）厚狹站至厚保站之間開設此站[1]。
  - 當時車站位於山口縣厚狹郡厚狹町（日语：厚狭）大字厚狹字立石。
- 1924年（大正13年）3月23日 - 路線名稱變更[1]，成為美禰線（在1963年，日文寫法變為[2]）車站[1]。
- 1956年（昭和31年）9月30日 - 隨著山陽町（日语：山陽町 (山口県)）成立，車站地址變為山口縣厚狹郡山陽町大字厚狹字立石。
- 1975年（昭和50年）3月 - 設置跨線橋。
- 1987年（昭和62年）4月1日：伴隨國鐵分割民營化，車站由西日本旅客鐵道（JR西日本）營運[2]。
- 2005年（平成17年）3月22日 - 隨著山陽小野田市成立，車站地址變成現地。
- 2010年（平成22年）7月15日 - 因大雨使厚狹川泛濫，橋樑被沖毀，全線不能通行，此站暫停營業。
- 2011年（平成23年）9月26日 - 全線重開，此站重開。

## 車站構造
車站是一座地面車站，設有2面2線的相對式月台。此站是由長門鐵道部管理的無人車站。站前的阿部商店曾經委托發售車票，在2012年（平成24年）3月31日終止這安排。下行列車會靠左進行車站。此站設有候車室（車站大樓）。上行月台靠近厚狹一方設有跨線橋。

### 月台
| 月台         | 路線    | 上下行 | 方向             |
| ------------ | ------- | ------ | ---------------- |
| 車站大樓一方 | ■美禰線 | 下行   | 美禰、長門市方向 |
| 車站大樓對面 | ■美禰線 | 上行   | 厚狹方向         |

※在車站資訊上沒有編排月台編號。

## 利用狀況
以下為近年的乘車人次列表。
| 年度 | 1日平均 乘車人次 |
| ---- | ---------------- |
| 1999 | 9                |
| 2000 | 8                |
| 2001 | 6                |
| 2002 | 5                |
| 2003 | 3                |
| 2004 | 2                |
| 2005 | 3                |
| 2006 | 4                |
| 2007 | 2                |
| 2008 | 2                |
| 2009 | 2                |
| 2010 | 3                |
| 2011 | 1                |
| 2012 | 1                |
| 2013 | 2                |
| 2014 | 1                |
| 2015 | 3                |
| 2016 | 4                |
| 2017 | 4                |
| 2018 | 4                |
| 2019 | 5                |

## 車站周邊
車站位於山陽小野田市北部。站前設有一些商店。車站周邊是位於山邊的村落。車站候車室和對面設有厚狹川，該川與美禰線並行，在川對面設有國道316號並行。
- 湯之峠溫泉（日语：湯ノ峠温泉） - 南方約250米

## 巴士路線
湯之峠巴士站
- 船木鐵道（日语：船木鉄道）厚狹北部班次
  - 平日只有三往返班次。

## 相鄰車站
西日本旅客鐵道（JR西日本）
■美禰線
厚狹－（鴨之庄信號站）－湯之峠－厚保

## 注腳
1. 1 2 3 4  歴史でめぐる鉄道全路線 国鉄・JR 7号、20頁
2. 1 2  歴史でめぐる鉄道全路線 国鉄・JR 7号、21頁
3. ↑  山口県統計年鑑 （页面存档备份，存于）（日語） - 山口縣

## 外部連結
- 湯之峠｜車站資訊：JR出門網 - 西日本旅客鐵道（日語）